# Saint-Alban-de-Roche
Saint-Alban-de-Roche és un municipi francès situat al departament de la Isèra i a la regió d'Alvèrnia-Roine-Alps. L'any 2007 tenia 1.856 habitants.

## Demografia

### Població
El 2007 la població de fet de Saint-Alban-de-Roche era de 1.856 persones. Hi havia 708 famílies de les quals 157 eren unipersonals (62 homes vivint sols i 95 dones vivint soles), 230 parelles sense fills, 284 parelles amb fills i 37 famílies monoparentals amb fills.
La població ha evolucionat segons el següent gràfic:
Habitants censats

### Habitatges
El 2007 hi havia 793 habitatges, 740 eren l'habitatge principal de la família, 17 eren segones residències i 37 estaven desocupats. 714 eren cases i 78 eren apartaments. Dels 740 habitatges principals, 616 estaven ocupats pels seus propietaris, 112 estaven llogats i ocupats pels llogaters i 11 estaven cedits a títol gratuït; 4 tenien una cambra, 40 en tenien dues, 71 en tenien tres, 189 en tenien quatre i 436 en tenien cinc o més. 594 habitatges disposaven pel capbaix d'una plaça de pàrquing. A 277 habitatges hi havia un automòbil i a 416 n'hi havia dos o més.

### Piràmide de població
La piràmide de població per edats i sexe el 2009 era:
| Homes | Edats   | Dones |
| ----- | ------- | ----- |
| 0     | 95 o +  | 4     |
| 0     | 90 a 94 | 4     |
| 4     | 85 a 89 | 8     |
| 0     | 80 a 84 | 8     |
| 24    | 75 a 79 | 36    |
| 24    | 70 a 74 | 24    |
| 32    | 65 a 69 | 48    |
| 36    | 60 a 64 | 36    |
| 48    | 55 a 59 | 40    |
| 76    | 50 a 54 | 68    |
| 80    | 45 a 49 | 80    |
| 92    | 40 a 44 | 80    |
| 68    | 35 a 39 | 68    |
| 60    | 30 a 34 | 72    |
| 44    | 25 a 29 | 24    |
| 32    | 20 a 24 | 48    |
| 56    | 15 a 19 | 68    |
| 68    | 10 a 14 | 92    |
| 88    | 5 a 9   | 44    |
| 44    | 0 a 4   | 36    |

## Economia
El 2007 la població en edat de treballar era de 1.241 persones, 932 eren actives i 309 eren inactives. De les 932 persones actives 873 estaven ocupades (462 homes i 411 dones) i 59 estaven aturades (30 homes i 29 dones). De les 309 persones inactives 122 estaven jubilades, 117 estaven estudiant i 70 estaven classificades com a «altres inactius».

### Ingressos
El 2009 a Saint-Alban-de-Roche hi havia 720 unitats fiscals que integraven 1.856 persones, la mediana anual d'ingressos fiscals per persona era de 22.998 €.

### Activitats econòmiques
Dels 123 establiments que hi havia el 2007, 2 eren d'empreses alimentàries, 6 d'empreses de fabricació d'altres productes industrials, 18 d'empreses de construcció, 21 d'empreses de comerç i reparació d'automòbils, 6 d'empreses de transport, 7 d'empreses d'hostatgeria i restauració, 1 d'una empresa d'informació i comunicació, 7 d'empreses financeres, 7 d'empreses immobiliàries, 21 d'empreses de serveis, 19 d'entitats de l'administració pública i 8 d'empreses classificades com a «altres activitats de serveis».
Dels 26 establiments de servei als particulars que hi havia el 2009, 1 era una oficina de correu, 1 taller de reparació d'automòbils i de material agrícola, 2 paletes, 2 guixaires pintors, 1 fusteria, 5 lampisteries, 1 electricista, 1 empresa de construcció, 1 perruqueria, 4 restaurants, 3 agències immobiliàries i 4 salons de bellesa.
Dels 6 establiments comercials que hi havia el 2009, 1 era una gran superfície de material de bricolatge, 1 una fleca, 1 una carnisseria i 3 botigues de mobles.
L'any 2000 a Saint-Alban-de-Roche hi havia 7 explotacions agrícoles.

## Equipaments sanitaris i escolars
L'únic equipament sanitari que hi havia el 2009 era una farmàcia.
El 2009 hi havia 1 escola maternal i 1 escola elemental.

## Poblacions més properes
El següent diagrama mostra les poblacions més properes.